# Spathius planus
Spathius planus är en stekelart som beskrevs av Sergey A. Belokobylskij 1998. Spathius planus ingår i släktet Spathius och familjen bracksteklar. Inga underarter finns listade i Catalogue of Life.